# Puig Galliner (la Vansa i Fórnols)
El Puig Galliner és una muntanya de 1.677 metres que es troba al municipi de la Vansa i Fórnols, a la comarca de l'Alt Urgell.